# Callisto Pasuwa
Callisto Pasuwa - também grafado como Calistus ou Kallisto (Umtali - atual Mutare, 20 de junho de 1970) é um treinador de futebol e ex-futebolista zimbabuense que atuava como meio-campista. Atualmente, comanda o Big Bullets.

## Carreira
Defendeu apenas 3 times em sua carreira: o [Dynamos Football Club|Dynamos]], entre 1997 e 2001 e de 2004 a 2006 (quando encerrou a carreira), e o Sporting Lions, entre 2002 e 2004. Venceu o Campeonato Zimbabuense em 1997, seu único título como jogador.
Virou treinador em 2011, levando o Dynamos a conquistar 4 vezes o Campeonato Zimbabuense e a outros 2 títulos da Copa do Zimbabwe. Em 2013 foi auxiliar-técnico da seleção nacional (onde atuou 18 vezes entre 1997 e 2003), assumindo o comando técnico em 2015, substituindo Ian Gorowa. Embora tivesse classificado os Guerreiros para a Copa Africana em 2017, a equipe de Pasuwa foi eliminada ainda na fase de grupos, com a segunda pior campanha entre as 16 seleções participantes, à frente apenas do Togo.
Em 2018, é anunciado como novo técnico do Big Bullets, clube da Primeira Divisão do Malawi.

## Títulos

### Como jogador
Dynamos
- Campeonato Zimbabuense: 1997

### Como treinador
Dynamos
- Campeonato Zimbabuense: 2011, 2012, 2013 e 2014
- Copa do Zimbabwe: 2011 e 2012

Big Bullets
- Campeonato Malauiano: 2018 e 2019